# Alise-Sainte-Reine
Alise-Sainte-Reine è un comune francese di 645 abitanti situato nel dipartimento della Côte-d'Or nella regione della Borgogna-Franca Contea.
La città prende il nome da Regina, una giovane gallo-romana che venne martirizzata nel III secolo d.C. e che oggi viene venerata come una santa.

## Storia
Si ritiene che sul suo territorio fosse ubicato l'oppidum gallico di Alesia, sede della famosa battaglia, che determinò la resa di Vercingetorige nelle campagne galliche di Giulio Cesare. Un monumento al capo arverno venne innalzato in questo comune nel 1865.

## Società

### Evoluzione demografica
Abitanti censiti